# Overload
Overload is de eerste single van het debuutalbum van de Sugababes, One Touch. Het nummer kwam in de Top 40 binnen op 32 en reikte tot "slechts" de veertiende positie, maar kwam uiteindelijk in het jaaroverzicht op plek 97.

## Het nummer
Het platenlabel London Records gaf McVey, die eerder werkzaam was voor All Saints, de opdracht om een nummer te schrijven voor de beoogde opvolgers voor All Saints. Het nummer is mede geschreven door Keisha Buchanan, het enig overgebleven lid. Na het uitbrengen van deze single, de opvolger Run for cover en het bijbehorende album trok London Records zich terug.
Het nummer Make Over van Christina Aguilera's album Stripped werd controversieel doordat dit nummer erg leek op Overload. Bij de originele release stonden alleen Aguilera en Linda Perry als de schrijvers van het nummer op de cd. Enige tijd later werden ook de schrijvers Jonathan Lipsey, Felix Howard, Cameron McVey en Paul Simm (tekstschrijvers voor de Sugababes) bijgeschreven. De link tussen de twee nummers is nooit toegegeven maar toch werd Make Over verwijderd van de tracklist van de dvd Stripped Live in the UK.

## Hitnotering
| Overload in de Nederlandse Top 40 - binnen: 4 november 2000 | Overload in de Nederlandse Top 40 - binnen: 4 november 2000 | Overload in de Nederlandse Top 40 - binnen: 4 november 2000 | Overload in de Nederlandse Top 40 - binnen: 4 november 2000 | Overload in de Nederlandse Top 40 - binnen: 4 november 2000 | Overload in de Nederlandse Top 40 - binnen: 4 november 2000 | Overload in de Nederlandse Top 40 - binnen: 4 november 2000 | Overload in de Nederlandse Top 40 - binnen: 4 november 2000 | Overload in de Nederlandse Top 40 - binnen: 4 november 2000 | Overload in de Nederlandse Top 40 - binnen: 4 november 2000 | Overload in de Nederlandse Top 40 - binnen: 4 november 2000 | Overload in de Nederlandse Top 40 - binnen: 4 november 2000 | Overload in de Nederlandse Top 40 - binnen: 4 november 2000 | Overload in de Nederlandse Top 40 - binnen: 4 november 2000 |
| Week                                                        | 1                                                           | 2                                                           | 3                                                           | 4                                                           | 5                                                           | 6                                                           | 7                                                           | 8                                                           | 9                                                           | 10                                                          | 11                                                          | 12                                                          | 13                                                          |
| ----------------------------------------------------------- | ----------------------------------------------------------- | ----------------------------------------------------------- | ----------------------------------------------------------- | ----------------------------------------------------------- | ----------------------------------------------------------- | ----------------------------------------------------------- | ----------------------------------------------------------- | ----------------------------------------------------------- | ----------------------------------------------------------- | ----------------------------------------------------------- | ----------------------------------------------------------- | ----------------------------------------------------------- | ----------------------------------------------------------- |
| Nummer                                                      | 32                                                          | 19                                                          | 15                                                          | 14                                                          | 20                                                          | 21                                                          | 22                                                          | 20                                                          | 18                                                          | 27                                                          | 29                                                          | 35                                                          | uit                                                         |